# Arteria femoralis

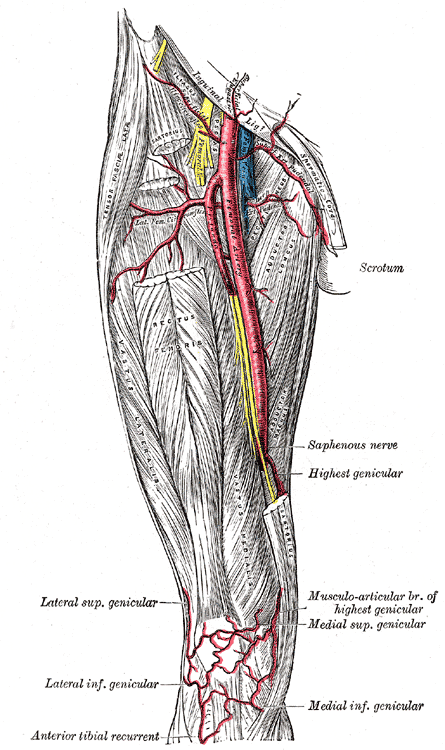
Arteria femoralis

Schematische Darstellung der Arterien des Oberschenkels

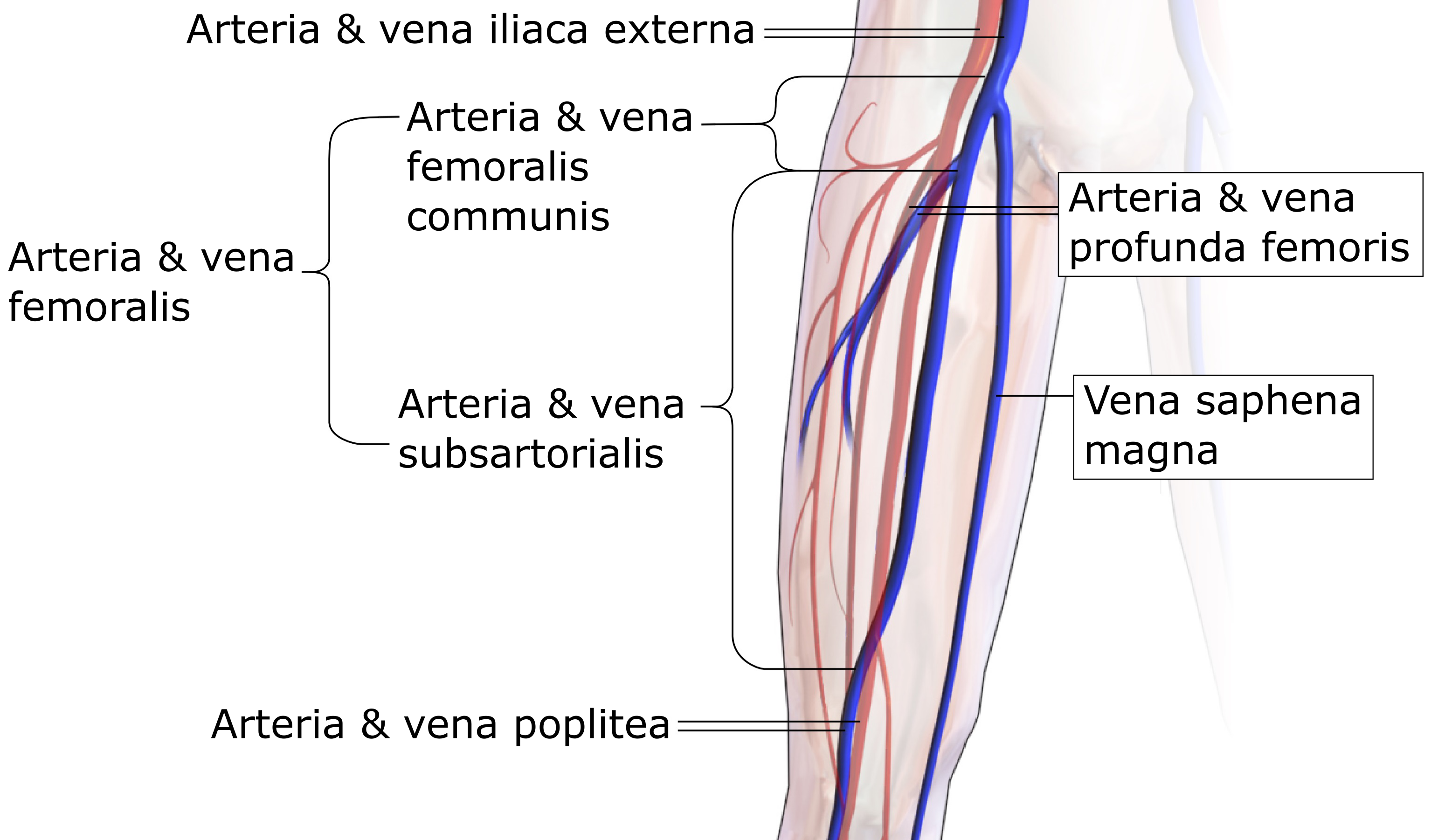
Segmente.

Die Arteria femoralis (Oberschenkelarterie) ist als Fortsetzung der Arteria iliaca externa die Arterie zur Versorgung des Beins. Sie gibt kurz unter dem Leistenband die etwa gleich starke Arteria profunda femoris ab, die in die Tiefe abbiegt und die hauptsächliche Versorgung des Oberschenkels leistet. Bei den Haustieren geht die Arteria profunda femoris bereits aus der Arteria iliaca externa ab. Die A. femoralis selbst bleibt relativ oberflächlich und zieht gerade weiter zum Unterschenkel.

## Anatomie beim Menschen
Die A. femoralis tritt zusammen mit der Vena femoralis unter dem Leistenband durch. Dabei ziehen sie durch die Lacuna vasorum, die von Leistenband (Ligamentum inguinale), der Pecten ossis pubis mit dem Ligamentum pectineum und dem Arcus pectineus begrenzt wird. Der Nervus femoralis folgt hier nicht dem Verlauf der Arterie, sondern passiert mit dem Musculus iliopsoas die Lacuna musculorum. Sie liegt dann zuerst auf dem Musculus pectineus (Fossa iliopectinea), dann auf dem Musculus adductor longus, dann auf dem Musculus adductor magnus im Adduktorenkanal, vorne vom Musculus vastus medialis bedeckt. Durch eine Lücke in der breiten Sehne des Musculus adductor magnus (Hiatus adductorius) kommt sie in die Kniekehle, wo sie Arteria poplitea heißt.
In ihrem Verlauf gibt die Arteria femoralis folgende Äste ab:
- Arteria epigastrica superficialis
- Arteria circumflexa ilium superficialis
- Arteria pudenda externa (meist mehrere)
- Arteria descendens genus
- Arteria profunda femoris

## Anatomie bei Haustieren
Bei den Haussäugetieren zieht die Arteria femoralis von der Lacuna vasorum über den Schenkelspalt zur Kniekehle.
Sie entlässt folgende Äste:
- Arteria circumflexa femoris lateralis: versorgt den Quadrizeps
- Arteriae caudales femoris: mehrere Gefäße, sie versorgen die Muskeln der hinteren Ober- und Unterschenkelmuskulatur
- Arteria saphena
- Arteria genus descendens: versorgt die Kniegegend